# Sosippus placidus
Sosippus placidus es una especie de araña araneomorfa del género Sosippus, familia Lycosidae. Fue descrita científicamente por Brady en 1972.
Habita en los Estados Unidos.